# Все счастливые семьи похожи друг на друга
«Все счастливые семьи похожи друг на друга» (англ. All Happy Families Are Alike) — двадцать второй эпизод и финал первого сезона американского криминального телесериала «Готэм». Сценарий был написан автором и продюсером Бруно Хеллером, а режиссером выступил Дэнни Кэннон. Премьера эпизода состоялась 4 мая 2015 года на канале FOX. В этом эпизоде сюжетная линия войны мафиозных кланов Кармайна Фальконе и Сальваторе Марони приближается к жестокому концу, в то время как Освальд Кобблпот и Фиш Муни меряются силами в последней схватке, втягивая Джеймса Гордона в сердцевину обоих конфликтов. Между тем, Брюс Уэйн намеревается найти доказательства того, что у его отца была тайная жизнь, предшествовавшая гибели.
Эпизод отмечен последним появлением Джады Пинкетт-Смит в сериале, поскольку её персонаж погибает. Пинкетт-Смит ранее объявила, что она покинет «Готэм», как только первый сезон закончится. Также в заключительный раз предстают перед зрителями Джон Доман и Дэвид Зейес как главари мафии Фальконе и Марони.
Эпизод получил противоречивые отзывы.

## Сюжет
Группа беспризорников, среди них Селина (Камрен Бикондова), становятся свидетелями прибытия Фиш Муни (Джада Пинкетт-Смит) и других беглецов с острова Кукольника. Муни приходит к Селине и объявляет, что это будет «новый день». Селина и прочие дети улиц в скором времени присоединяются к банде Муни.
Две недели спустя Брюс (Давид Мазуз) приходит к убеждению, что его отец вёл двойную жизнь, и с помощью Альфреда (Шон Пертви) он тщательно исследует весь кабинет отца. Кармайн Фальконе (Джон Доман) подстрелен во время засады в порту приспешниками Марони (Дэвид Зейес) и доставлен в больницу. В полиции Готэма Барбара (Эрин Ричардс) соглашается на сеансы психологической помощи от доктора Лесли Томпкинс (Морена Баккарин) после смерти родителей от рук Людоеда (Майло Вентимилья).
Кобблпот (Робин Лорд Тейлор) и Бутч Гилзин (Дрю Пауэлл) проникают в больницу, намереваясь убить Фальконе. Пингвин лелеял план войны между мафиями ещё прежде, чем заключить свою сделку с Фальконе. Гордон (Бен Маккензи) останавливает их, приковывает Кобблпота и Бутча наручниками к трубе и освобождает Фальконе. Фальконе необходимы два дня в укрытии, чтобы найти способ остановить войну, и Гордон соглашается помочь ему. Кобблпот, понимая, что подручные Марони придут и расправятся с ним за предательство, просит Гордона освободить его, ссылаясь на преимущества от своей работы на Гордона. Комиссар Лоуб (Питер Сколари) приходит с наемными убийцами Марони и приказывает им ликвидировать Гордона и Фальконе. Начинается перестрелка между Гордоном и наемниками, и Гордон убивает их. С помощью Буллока (Донал Лог) Гордон, Фальконе, Кобблпот и Гилзин бегут к машине скорой помощи.
Они добираются до убежища Фальконе, но взяты в заложники бандой Муни. Муни приходит в ещё большую ярость, обнаружив результаты промывания мозгов в поведении Бутча, обращённого на свою сторону Виктором Засом (Энтони Кэрриган) и Кобблпотом. Муни заключает сделку с Марони: в обмен на голову Фальконе уже Марони возвратит территории Муни. Муни планирует также убить Кобблпота для оздоровления сознания Бутча, но щадит жизнь Буллока. Однако Марони, встретившись с ней, не удерживается от сексистских комментариев в её адрес, чем побуждает Муни выстрелить ему в голову. Банды Марони и Муни вступают в схватку, давая тем самым достаточно времени Фальконе, Гордону и Буллоку, чтобы убежать к грузовому контейнеру. Фальконе приходит к пониманию, что «сделал свой выбор» между бизнесом и планами по уходу в отставку. Банда Селины ловит их и возвращает к Муни. Кобблпот появляется с пулеметом и убивает нескольких членов банды. Затем он преследует Муни по крыше склада, в то время как Фальконе, Гордону и Буллоку удаётся сбежать. Между тем, во время сеанса терапии Барбара утверждает, что это она убила своих родителей и что они никогда не любили её. Затем у неё приключается нервный срыв, побуждая её к попытке убить Лесли. Лесли удается нейтрализовать Барбару в процессе самообороны, как раз к прибытию Гордона, Фальконе, и Буллока.
На крыше склада Муни и Кобблпот вступают в жестокий бой. Бутч появляется с оружием, но поскольку его «запрограммировали», чтобы повиноваться Кобблпоту, а в то же время он помнит свою преданность Муни, то не знает, в кого стрелять. Бессознательно, он стреляет в них обоих. Муни прощает Бутча за стрельбу в неё, но Кобблпот оскорбляет его. Затем толкает Муни к краю крыши, отчего она падает в воду, по-видимому погибая. Потрясенный Бутч с ужасом наблюдает, как Кобблпот поднимается на кромку крыши и кричит: «Я — король Готэма!».
В полиции Готэма, в комнате архива, Кристен Крингл (Челси Спэк) показывает Нигме то, что она обнаружила в записке от «Доэрти»: первые буквы от каждой строки складываются в Н-И-Г-М-А. Нигма отрицает какое-либо значение букв. Когда Крингл уезжает, он внезапно сходит с ума и разговаривает с альтернативной личностью, которая проявляется в его сознании. Прежде, чем покинуть Готэм, Фальконе дает Гордону нож своего отца, который тот вручил ему, заявив: «нож — хороший друг, когда у вас нет никаких других». В заключительной сцене Брюс и Альфред ничего не находят при обыске. После того, как Альфред произносит: «...но нет настолько слепых», с отсылкой к Марку Аврелию, Брюс вспоминает Луциуса Фокса, называющего его «стоиком» отца. Он находит книгу со скрытым механизмом, включает его, и камин опускается. Сезон заканчивается тем, как Брюс и Альфред находят лестницу позади камина, ведущую в пещеру.

## Реакция

### Зрители
Эпизод посмотрели 4.93 миллиона зрителей. Это превысило размер аудитории предыдущего эпизода, за которым наблюдали 4.58 миллиона. Что сделало «Готэм» рекордсменом дня по просмотрам на канале FOX, опередив «Последователей».

### Реакция критиков
| Рейтинги                        | Рейтинги |
| Издание                         | Оценка   |
| ------------------------------- | -------- |
| Rotten Tomatoes (Tomatometer)   | 59%      |
| Rotten Tomatoes (Average Score) | 7.3      |
| IGN                             | 6.3      |
| The A.V. Club                   | B        |
| GamesRadar                      | [ 7 ]    |
| Paste Magazine                  | 8.5      |
| TV Fanatic                      | [ 9 ]    |
| New York Magazine               | [ 10 ]   |

Эпизод «Все счастливые семьи похожи друг на друга» заслужил смешанные отзывы от критиков, но признание от поклонников. Этот эпизод получил рейтинг 59 % со средним баллом 7.3 из 10 на сайте Rotten Tomatoes, с комментарием сайта: «„Все счастливые семьи похожи друг на друга“ приводит первый сезон „Готэма“ к несколько сконфуженному завершению, но некоторые интересные повороты дают намек на перспективы, и, надеюсь, большую последовательность для второго сезона».
Мэтт Фоулер из IGN дал эпизоду «хорошие» 6.3 из 10 и написал в своём вердикте: «В финале первого сезона „Готэм“ были некоторые прохладные части, вовлекающие недавно безумную Барбару и неожиданную смерть мафии, но остальная часть его была так, блин, неаккуратна (одеяние Фиш, Селина, присоединяющаяся к Фиш, уход Фальконе, промывание мозгов Буча, внезапно идущее вспять, будучи проигнорированным в течение многих месяцев, и т. д.)».
Даррен Орф из EW заявил: «Первый сезон Готэма заканчивается так же, как он и шёл — с беспорядком, плохо подготовленными сценами и закрывая глаза на всё, что делает Бэтмена великим. Хочу сказать, что „Все счастливые семьи похожи друг на друга“ стало для меня разочарованием, я должен был бы ожидать слишком много от этого финала для начала. Но после того, как эпизод на этой неделе, наконец, сменился чернотою и титрами, сложно было не почувствовать, как весь первый год обернулся упущенными возможностями».
Кайл Фаул из The A.V. Club дал эпизоду рейтинг «B» и написал: «Первый сезон „Готэм“ был беспорядком неполных или просто ужасных идей, но большая часть финала доказывает то, что у шоу действительно есть что-то, чтобы предложить, когда это приобретает сосредоточенность. Борьба за власть мафии была разбросана по слишком многим эпизодам, но финал имеет повествовательную краткость, которая перспективна для продвижения шоу. Есть надежда, что после благоприятного начала „Готэм“ обрёл некоторую опору в последней половине этого сезона. С другой стороны, возможно, Пингвин прав: „Надежда? Это для проигравших“».